# 테메노스

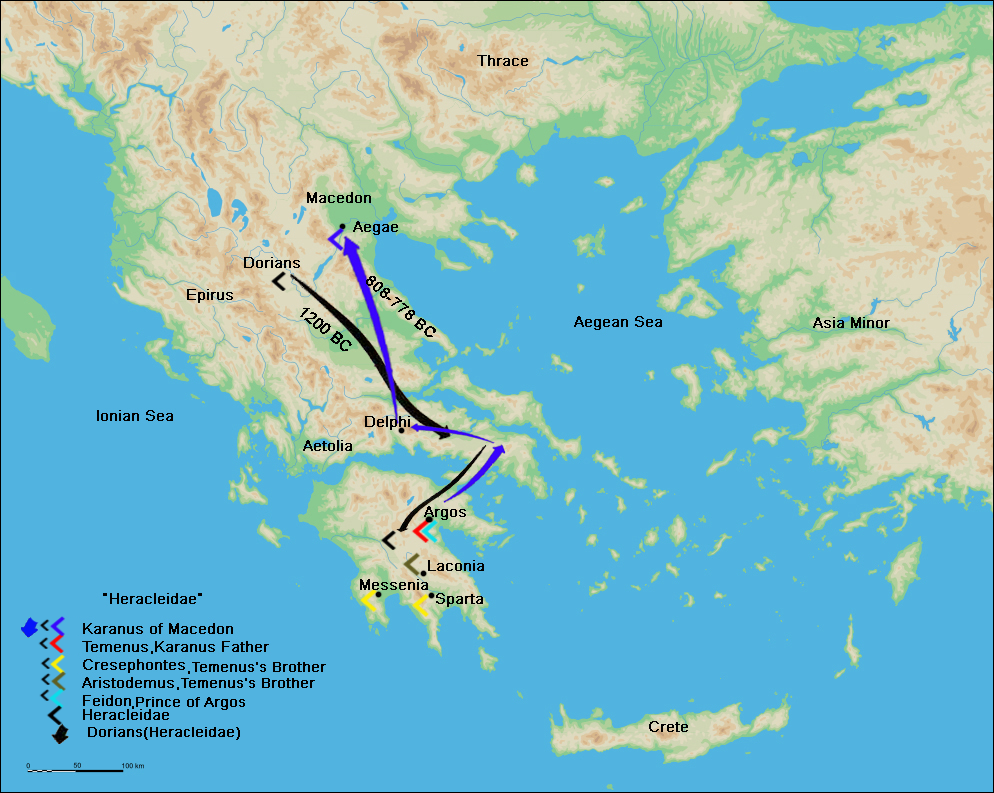
테메노스.

테메노스(Τέμενος)는 그리스 신화에 나오는 인물로, 아리스토마코스의 아들이며 크레스폰테스(Cresphontes)와 아리스토데모스의 형제로 묘사 된다. 그는 헤라클레스의 현손으로 그의 형제들과 함께 아버지의 뒤를 이어 펠로폰네소스의 미케네에 대한 다섯 번째이자 마지막 공격을 이끌었다. 그는 아르고스의 왕이 되었다.
테메노스와 그의 형제들은 예언에 따라 그들을 따라갔던 사람들에게 회복할 수 없을 정도의 큰 피해를 입혔기에 예언자에게 불평하였다.
(예언자는 세 번째 수확물이 익기 전에 힐라스(Hyllas)를 좁은 통로를 통해서 공격하도록 말했었다.)
도리아인에 의한 펠로폰네소스의 정복은 보통 '헤라클레스 가의 귀환'으로 불리는데 헤라클레스의 후손에 의한 회복으로 표현된다. 도리아인은 다른 그리스 종족의 전통을 따라 그들의 지배족을 전설적인 영웅들 중의 하나로 청구하였지만 전통은 완전히 신화적으로 여겨지지 말아야 한다. 그들은 아이톨리아인과 도리아인의 연합을 대표하며 테살리아의 압력으로 원래의 북부에서 남쪽으로 몰렸다.
이들 헤라클레스 가와 그들의 침입은 호메로스 또는 헤시오도스에는 언급이 없다.
헤로도토스는 그들의 행동을 축복한 시인을 말한다. 그러나 이들은 헤라클레스의 죽음 직후의 사건에만 국한되었다.
이야기는 그리스 비극 작가에 의해 처음 증폭되었는데 아마도 지역 신화에서 그들의 영감을 그려내었다.
그것이 아테네에 의해 펠로폰네소스의 군주들에게 제공된 서비스를 영광스럽게 하였다.